# Naburianu
Naburianu (grčki: Ναβουριανός, Nabourianos, latinski: Naburianus) babilonski je astronom i astrolog iz 5. stoljeća pr. Kr. Proučavao je pomrčine Mjeseca, razvio babilonski sustav za izračunavanje efemerida i izradio tablice u kojima je precizno izračunao položaje Mjeseca, Sunca i planeta. Ustanovio je trajanje sinodičkoga mjeseca.

## Vanjske poveznice
- Nabu-rimanni, Encyclopædia Britannica
- A. Braeken, V. Nikov, and S. Nikova, "Zigzag Functions and Related Objects in New Metric"
- Luboš Motl's Reference Frame: Maldacena in the Lineland (defines and discusses zig-zag functions)